# Die Mährchen vom Rhein

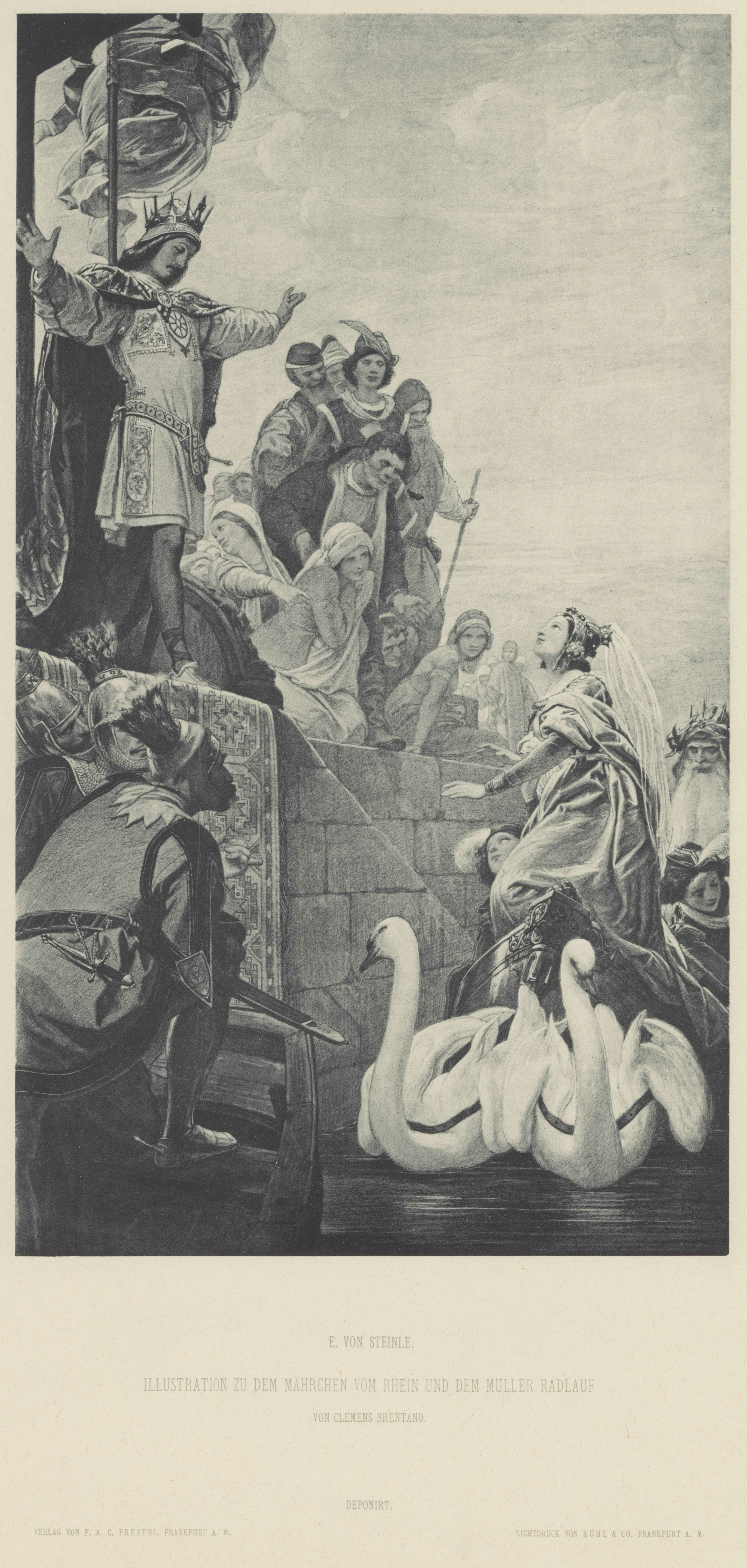
Illustration von Edward von Steinle

Die Mährchen vom Rhein sind vier Erzählungen, die Clemens Brentano von 1810 bis 1812 schrieb, aber zu Lebzeiten nicht veröffentlichte. 1846 gab Görres die Rheinmärchen postum bei Cotta in Stuttgart und Tübingen heraus.
Während das erste und zweite Märchen zusammengehören, sind das dritte und vierte eigenständig. Schultz nennt das zweite bis vierte Auslösemärchen. Die drei Erzähler – der Müller Radlauf, Frau Marzebille und ein Mainzer Schneider – müssen den Vater Rhein jeder mit einem Märchen unterhalten, um einen im Rhein versunkenen geliebten Menschen (Ameley, Ameleychen und Garnwichserchen) zurückzubekommen.

## Inhalt

### Das Rheinmährchen

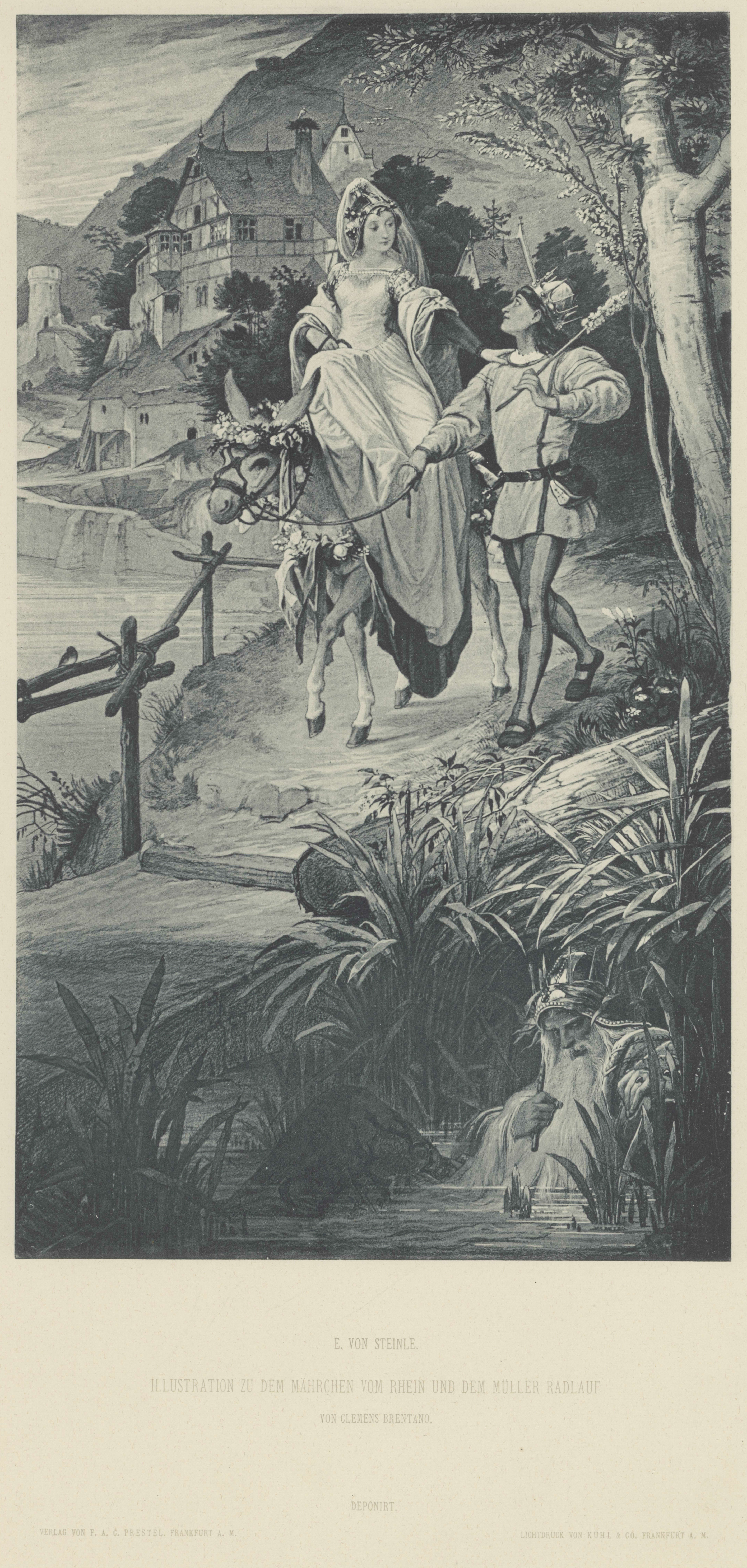
Illustration von Edward von Steinle

Der junge Müller Radlauf wohnt zusammen mit seinem Star, dem schwarzen Hans, in einer einsamen Mühle am Rhein, dort, wo jetzt Rüdesheim liegt. Der zahme Vogel ist dem Müller einfach so zugeflogen. Einmal träumt Radlauf von einem wunderschönen Jungfräulein, das ihm eine köstliche alte Krone aufsetzt. Der Müller erwacht, tritt hinaus auf den Mühldamm, schaut stromaufwärts und erblickt Hatto, den König von Mainz, der auf einem goldenen Schiff daherkommt. An seiner Seite sitzt seine einzige Tochter Prinzessin Ameley. Von Trier aus nähert sich auf dem Rhein Prinz Rattenkahl, Ameleys künftiger Bräutigam, mit der alten Königin von Trier an Bord. Bei der Begegnung der beiden Schiffe fällt Ameley „aus Schrecken über“ das „unangenehme Aussehen“ des Bräutigams ins Wasser. Der König verspricht dem Retter der verunglückten Tochter die Königskrone und obendrein die Prinzessin  zur Frau. Radlauf springt in den Rhein. Mit letzter Kraft und vom Vater Rhein – einem „gar ehrwürdigen großen und starken Greis“ mit langem grünen Schilfbart – unterstützt, rettet er Ameley. Als er sie in seine Mühle führt, ist von den beiden königlichen Schiffen nichts mehr zu sehen. Radlauf, der eigentlich jeden Tag gebranntes Mehl und Rührei isst, setzt der Prinzessin Starenbraten vor.
Der schwarze Hans kann auf einmal sprechen, kurz bevor er sich mit einer goldenen Haarnadel, die er unter dem Flügel trägt, ersticht:
Einst war ich Fürst von Staarenberg,...
...Ade du schöne Ameley
Verzeih mir meine Schwätzerei
Das schönste Grab wird mich beehren,
So du mich willst sogleich verzehren,
Der Müller soll auch essen mit,
Ich wünsch euch guten Apetit.
Nachdem ein jeder das halbe Herz des Selbstmörders verspeist hat, empfinden die beiden Esser große Liebe füreinander. Als der Müller die Prinzessin nach Mainz bringt, will der König  von seinem Versprechen nichts mehr wissen. Radlauf wird aus Mainz gejagt. In seiner Mühle angekommen, hilft ihm Vater Rhein – wiederum im Traum – weiter. Der Müller erwacht, tritt hinaus, schneidet sich eine Rohrpfeife und begibt sich damit zum Prinzen Rattenkahl ins Bingerloch. Dort angekommen, erhält er vom Rattenkönig Hilfe unter einer Bedingung. Radlauf muss den Prinzen Rattenkahl und seine Frau Mutter, die im Bingerloch ertrunken sind, auf der Rheininsel neben der Unglücksstelle begraben. Nach getaner Beerdigung begibt sich der Müller nach Mainz. Ameley warnt den Geliebten vor ihrem tückischen Vater. Radlauf pfeift eine Mäusearmee gegen das Königspaar herbei. Der König hat aber alle Mainzer Katzen wegfangen lassen, siegt und lässt den Müller in den Kerker werfen. Die Mäuseplage verursacht im Mainzer Land Hungersnot. Radlauf wird vom Rattenkönig befreit und liest daheim in der Mühle das Testament des Fürsten von Staarenberg. Darin ist der weitere Weg des Müllers vorgezeichnet. Mit dem Siegelring des Staren am Finger begibt sich Radlauf in den Schwarzwald zum Grubenhansel.
Mit so einer Rohrpfeife, wie sie dem Müller Radlauf während seiner Inhaftierung weggenommen worden war, wird großer Schaden angerichtet. Prinz Mausohr von Trier, der kleine Bruder Rattenkahls, pfeift in Mainz ein Lied. Darauf tanzen die schöne Ameley und alle Mainzer Kindlein in den Rhein und versinken darin. Mausohr besiegt Hatto. Der König muss Mainz den Rücken kehren, darf sich aber auf einer Rheininsel einen Turm bauen lassen. Hatto hatte während der oben genannten Mäuseplage hungernde Mainzer einsperren lassen. Dafür bekommt er nun die verdiente Strafe. Nachdem ihn seine Frau mit der Katze verlassen hat, werden die Ratten mutig. Nachts dringen sie in den Turm ein und fressen den König auf.
Die Mainzer Kinder bleiben unauffindbar. Zu den wehklagenden Mainzer Eltern zählen auch die gute Frau Marzebille und ihr Mann, der arme Fischer Petrus. Deren kleine Tochter Ameleychen ist mit den anderen Kindern ertrunken. Marzebille ist mit dem Goldfischchen befreundet. Dieses berichtet ihr, die Kindlein und auch Ameley lebten noch in einem gläsernen Haus tief unten im Rhein, vom alten grauen Wassermann bewacht. Der spreche zu den Fischen:
Leise, Leise, plätschert nicht,
Wecket mir die Kinder nicht,
Die da rings in gläsernen Wiegen
In dem süßen Schlummer liegen.
Genau an jenem Ort sind noch ganz andere Wunder versammelt. Dort unten liegt auch „der Niebelungen Hort“, behütet von „Frau Lureley“, der „Zauberinne“. Ihr Schloss ist, „von außen schroff ein Felsenstein/ Umbraußet von dem wilden Rhein“. Zudem residiert Vater Rhein dort. Er verspricht Errettung aller versunkenen Menschlein unter einer Bedingung. Jedes Mal, nachdem ihm oben auf der Erde jemand ein Märchen erzählt hat, gibt er eines der Kinder frei. Alle betroffenen Mainzer Eltern überlegen sich in froher Erwartung ein Märchen. Der Müller Radlauf, aus dem Schwarzwald zurückgekehrt, wird König von Mainz und bestimmt: „Das Wappen dieses Landes sei von nun an ein Rad, weil ich ein Müller war.“ Der neue König eröffnet den Märchenreigen. Um seine Ameley zu erretten, erzählt er dem Vater Rhein das folgende Märchen.

### Erster Morgen am Rhein. Radlauf erzählt seine Reise

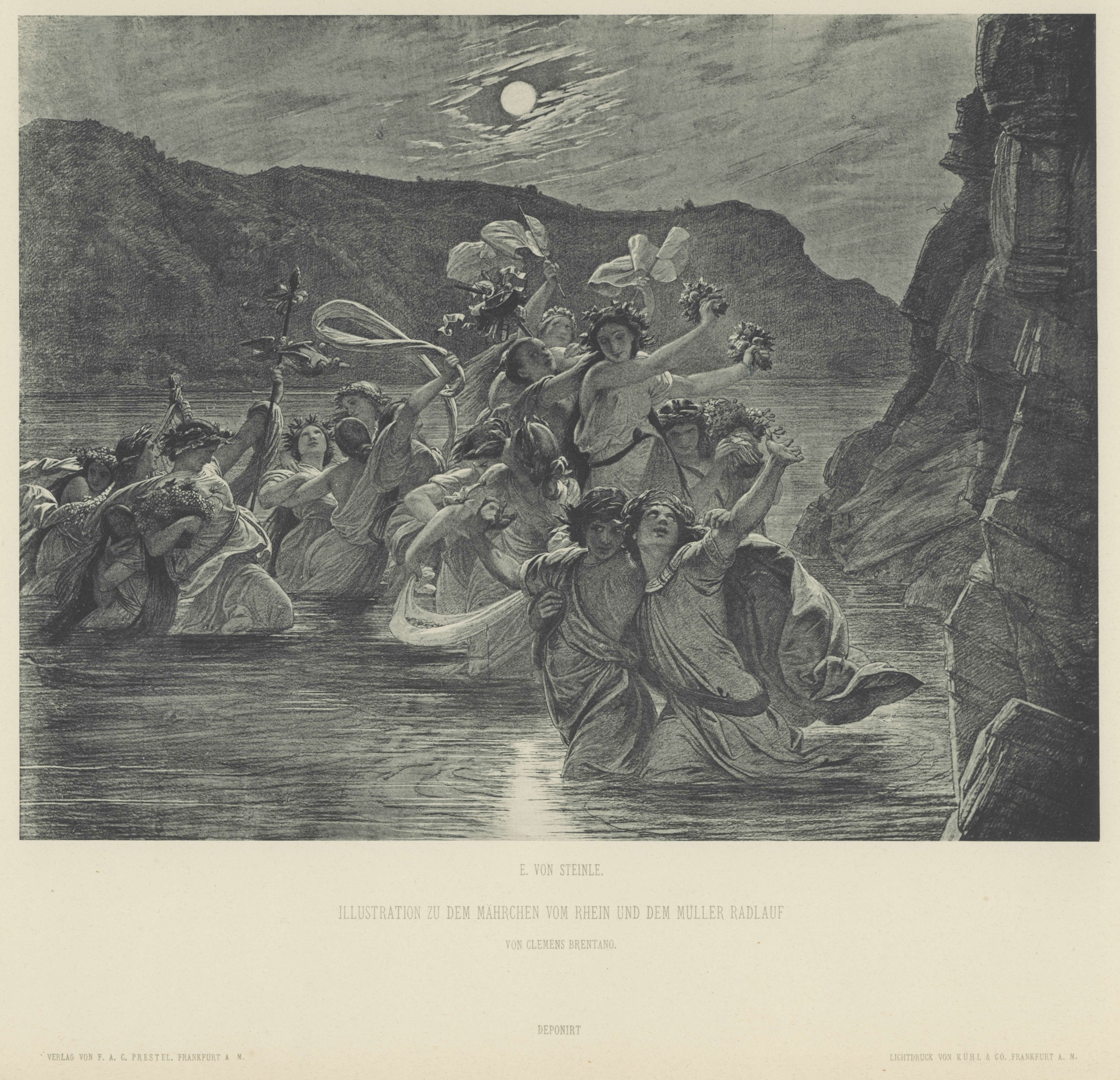
Illustration von Edward von Steinle

Während seines Aufenthaltes im Schwarzwald erfährt der Müller von seiner fürstlichen Abkunft. Radlauf stammt direkt vom Mond ab. Fräulein Mondenschein, die Tochter des Mondesmannes, heiratete gegen den Willen ihrer Großmutter väterlicherseits den Mondenschäfer Damon. Das ist der erste Fürst von Staarenberg. Jener Fluch der Großmutter, die über dem Tierkreis wohnt, lautete: „Ein Bergknappe, ein Vogelsteller, ein Kohlenbrenner, ein Müller mögen eure Nachkommen werden.“ Frau Mondenschein brachte Johannes zur Welt. Der zweite Fürst von Staarenberg, das ist Radlaufs Ururgroßvater, betätigte sich in der Tat als emsiger Bergmann und wurde Grubenhansel genannt. Johannes hatte nämlich sein Volk zu Bergleuten gemacht und am Stein der Weisen laboriert. Johannes heiratete Fräulein Edelstein, die Tochter der Frau Erde. Frau Edelstein gebar Veit. Der dritte Fürst von Staarenberg fing wirklich Vögel und wurde Veit der Vogler oder auch Kautzenveitel genannt. Veit heiratete Fräulein Phönix Federschein, die Tochter der Frau Luft. Durch den Willen des Geschicks musste Frau Federschein alle vier Wochen Vogelgestalt annehmen. Die riesengroße Eule war in der kritischen Zeit ihr Todfeind. Frau Federschein brachte Jakob zur Welt. Der vierte Fürst von Staarenberg betätigte sich wirklich als Köhler und wurde der Kohlenjockel genannt. Jakob heiratete Fräulein Phosphor Feuerschein. Das Paar bekam mehrere Kinder. Christel, einer der Söhne, arbeitete tatsächlich als Müller am Rhein und nahm sich die blonde Lureley zur Frau. Zwei ihrer vier Söhne werden Fürsten – der schwarze Hans und der Müller Radlauf.
Mit der zeitweiligen Verwandlung der Staarenberger in Vögel hat es die folgende Bewandtnis. Damon, der erste Fürst von Staarenberg, war längere Zeit mit Frau Mondenschein in einer Höhle eingesperrt gewesen und hatte währenddessen Eier aus Starennestern geplündert. Bei der Gelegenheit hatte er das Schicksalsei der Starenkönigin Aglaster verzehrt. Ein Starenprinz konnte nicht ausgebrütet werden. Aglaster verdammt ausgewählte Staarenberger so lange zur Starenart, bis ein später Erbe freiwillig stirbt. Ein weiterer Grund für die Verwandlung in einen Star ist Hansens Geschwätzigkeit. Überhaupt sind alle Ehen der Staarenberger Fürsten mit einem Betrachtungstabu der jeweiligen Melusinen-Gattin belastet. Die Gattinnen nennen den Tabubruch Verrat. Wer als Mensch hingesehen und die periodische Verwandlung der Frauen in die Nixen- oder auch Vogelgestalt erstaunt wahrgenommen hat, wird bestraft. So wird Lureleys Sohn Georg für seine Neugier in eine weiße Maus und der Sohn Phillip in einen Goldfisch verwandelt. Nachdem Christel die Fischgestalt unterhalb der Brust seiner Frau gesehen hat, nimmt sie ihn zur Strafe das Gedächtnis. Der Fürst meint fortan, er sei ein Müller. Aber er mahlt nicht nur. Dieser fünfte Staarenberger verlässt die schöne Lureley, als Hans vier und Radlauf sechs Jahre alt sind. Christel zeugt mit der Königin von Trier die Prinzen Rattenkahl und Mausohr. Vater Rhein kümmert sich um Radlauf. Der gute Alte bestimmt den Wassermann zum Erzieher. Hans wächst mit der Prinzessin Ameley auf. Er liebt sie. Ameley mag ihn, aber seine Schwatzhaftigkeit ist ihr zuwider. Sie stellt ihn auf die Probe. Von der goldenen Haarnadel, die Ameley ihm schenkt, soll er schweigen. Der notorische Schwätzer Hans besteht die Probe nicht. Plötzlich verwandelt er sich in einen Star und fliegt davon.
Der Tabus sind viele in dem Märchen. Auf der Fahrt über einem Schwarzwaldsee, als in einer Starenprozession Hansens Überreste beigesetzt werden, gelangt Radlauf während eines Sturmes in das Unterwasserreich der Lureley. Die Nixe gibt sich ihm als seine Mutter zu erkennen und warnt: Weitere Eröffnungen und Fortdauer des Wiedersehensglückes seien nur möglich, wenn der Sohn die Mutter in keiner Weise unterbreche.
Das Märchen des Müllers geht zu Ende. Vater Rhein gibt dem König Radlauf von Mainz seine Braut Ameley zurück. Das Paar heiratet. Radlauf hatte zu Ende des allerersten Rheinmärchens die gute Frau Marzebille als nächste bestimmt, die ihr Kind Ameleychen erlösen darf. Sie erzählt pflichtgemäß das folgende Märchen.

### Mährchen vom Murmelthier
Die böse Frau Wierx entführte das Königstöchterlein von Burgund samt seinem Badwännlein aus dem Schloss am Rhein  in ihr Haus nach Hessen ins Gebirge. Frau Wierx und ihre Tochter Murksa rufen das Kind später Murmelthier. Denn wenn die Königstochter als Dank für ihr Tagwerk von Murksa Schläge bekommt, murrt sie. Einmal reist Frau Lureley über Land. Als die Nixe des Abends einen Brunnen zum Übernachten sucht, zeigt ihr Murmelthier, das die Schafe hütet, einen Brunnen. Dafür wird das Mädchen von der Lureley mit Perlen, Edelsteinen und einem silbernen Kleid belohnt. Die böse Schwester nimmt dem Murmelthier das Kleid und den Schmuck weg. Aber zum Glück hilft Frau Lureley dem armen Mädchen weiter. Über die Nixe lernt das Murmelthier den Biber kennen. Der wiederum steht ihr gegen den grausamen Müller Kampe bei. Vom Müller erhält das Murmelthier neben ihrem Mehl einen Blumenstrauß. Der Biber gesteht dem Mädchen, er sei Fischer gewesen, habe Biber geheißen und wäre von dem garstigen Müller in ein Tier verwandelt worden. Murmelthier erwidert, es müsse ihn nur mit dem Strauß berühren. Dann werde er wieder Fischer. Einmal muss Murmelthier Birnen pflücken. Ein schöner Jäger reitet vorbei und kauft ihr die Birnen für gutes Geld ab. Der Jäger nimmt sogar im Hause der Frau Wierx Quartier. Auf seinem Zimmer möchte er ein Fußbad nehmen. Murmelthier muss dem gut zahlenden Gast auf Geheiß der bösen Mutter jenes Badwännlein bringen. Am Wappen an dem Wännlein und an einem Muttermal am Hals von Murmelthier erkennt der Jäger, das ist sein Glückstag: „Ich bin dein Zwillingsbruder. Dein Vater war König von Burgund.“ Der Bruder Konrad nimmt die Prinzessin auf seinem Pferd mit nach Burgund. Die Königin Mutter stirbt vor Freude. Wierx und Murksa verbrennen in Hessen ihr Haus und schleichen sich in Burgund bei Hofe ein. Die gutmütige Prinzessin verzeiht den beiden Hessinnen alle Garstigkeiten und ernennt Frau Wierx zur Obersten Hofmeisterin und Murksa zur Ersten Hofdame. Bruder Konrad, der König von Burgund, sucht den Rhein nach dem Biber ab. Als er ihn bei Biberich findet, bringt er ihn zur Prinzessin. Konrad, zu Pferde, durchschwimmt zuletzt den Rhein und erreicht das Schloss. Der Biber folgt ihm. Die Prinzessin berührt den Biber mit ihrem Strauß und das Tier wird sogleich ein schöner junger Fischer. Konrad hat sich bei der Rheinüberquerung erkältet und stirbt. Zuvor gibt er dem Fischer die Schwester zur Frau. Nach dem Wunsche des Sterbenden soll das Paar Burgund regieren. Gesagt, getan. Frau Wierx spinnt eine Intrige. Die böse Frau legt dem Fischer ihre Tochter Murksa ins Brautbett, damit diese Königin werden soll. Das Ränkespiel misslingt. Murksa kommt zu Tode und Wierx bringt sich daraufhin um. Das burgundische Volk lässt sich nicht so leicht regieren. Das Königspaar verlässt sein Königreich für immer und ewig. Es begibt sich nach Biberich. Dort lebt der Biber als Fischer. Murmelthier bringt ein Mädchen zur Welt. Das Paar nennt es Ameleychen.

### Mährchen vom Schneider Siebentodt auf einen Schlag
Bereits aus dem Titel des kunterbunten kleinen Märchenstraußes lugt Das tapfere Schneiderlein hervor. Der Erzähler hat eine Freundin in Mainz. Sein Vater schneidert in Amsterdam. Die Lesererwartung wird nicht enttäuscht. Dieser Ritter Siebentodt, ein äußerst kleinwüchsiger Schneider, erzählt von den Fehden der Berufskollegen in Amsterdam, ermordet dann eigenhändig sieben Fliegen auf einen Schlag, bevor dieser Daumesdick am auswärtigen Königshofe zum Helden avanciert. Seine drei Taten, der Sieg über des Königs Feinde – das Wildschwein, den Riesen und das Einhorn –, werden ihm von seiner Gattin, der Königstochter, nicht so richtig abgenommen. Hat sie die drei Kämpfe doch nicht mit eigenen Augen gesehen und spricht der Schneider doch im Traum jede Nacht von Nadel und Zwirn. Zudem entdeckt die Königstochter die zerstochenen Fingerkuppen des Gatten. Die Ehe kann wegen Übermüdung des Helden – er kämpft tagsüber stundenlang gegen Ungetüme – nicht vollzogen werden. Der Schneider verlässt die Königsebene, macht sich mit Dieben gemein, räumt die königliche Schatzkammer aus und steigt somit zum Rinaldo Rinaldini auf. Sein Zwergenwuchs wird ihm zum Verhängnis. Mit dem Grünfutter gelangt er in den Bauch einer Geiß und als diese geschlachtet wird, in die Wurst. Doch zu guter Letzt kommt er wohlbehalten endgültig ans Tageslicht, wird in Mainz Schneidermeister und heiratet die dort gebliebene Freundin. Seine Frau, das Röschen, schenkt dem kleinen Däumling ein Söhnlein. Das Paar nennt den Jungen Garnwichserchen.

## Lyrik
- Der Müller Radlauf klagt dem Vater Rhein sein Leid, nachdem der meineidige König von Mainz die schöne Ameley nicht herausgegeben hat:

Die hohen Sterne schwancken
So düster heut in dir
Es schwancken die Gedancken
So düster heut in mir.
- Der Müller Radlauf vor seiner zerstörten Wassermühle:

Wie klinget die Welle,
Wie wehet ein Wind,
O seelige Schwelle
Wo wir gebohren sind.
- Herr Cisio Janus, redegewandter Mitstreiter der Königin Aglaster und angeblicher Erfinder des Perpetuum mobile, zitiert ein Sprichwort:

Des Gestirnes Schicksalzwirn
Kannst du höchstens nur verwirrn
Endlich kömmt er an die Sonnen,
Ist er noch so fein gesponnen.
- Die Sibille Schwalbenwitz deklamiert:

Sterne sah ich blincken und sincken
Den Mond in der Sonne ertrincken,...
- Mit „freundlicher Stimme“ singt Radlaufs Mutter, die schöne blonde Lureley:

Singet leise, leise, leise
Singt ein flüsternd Wiegenlied
Von dem Monde lernt die Weiße
Der so still am Himmel zieht...
Singt ein Lied so süß gelinde
Wie die Quellen auf den Kießeln
Wie die Bienen um die Linde
Summen, murmeln, flüstern, rießeln.

## Form
Manchmal ist Brentanos Prosa gereimt: „Nun knieten sie beide auf ihre Knie, und dankten Gott biß morgens früh.“ Am 3. Juli 1826 schreibt Brentano aus Koblenz an Böhmer: „Übrigens sind die Märchen [Rheinmärchen] sehr obenhin gesudelt; ich selbst aber vermag dergleichen nicht mehr zu überarbeiten.“

## Selbstzeugnisse
- Am 12. April 1812 an Savigny[26]: „Ich habe... zwei Trauerspiele [Aloys und Imelde, Die Gründung Prags] geschrieben und drei Märchen [Rheinmärchen]. Faul war ich nicht, aber ohne Freude...“
- In einem Brief vom 28. Dezember 1812 an den Pfarrer Johann Heinrich Christian Bang (1774–1851) erinnert sich Brentano in Liebe an das Mädchen im Murmelthier-Märchen.[27]
- In einem Begleitbrief vom 26. Februar 1816 zum Manuskript an den Verleger Reimer skizziert Brentano Teile der Fabel.[28]
- Am 5. März 1827 aus Koblenz an Böhmer[29]: Brentano möchte aus dem Murmelthier „einige Sticheleien auf Voß“ herausnehmen.[30]
- Brentano bittet in einem Brief vom 11. November 1839 aus München[31] Steinle um Illustrationen für eine Ausgabe der Rheinmärchen[32]. Zwei Tage darauf schreibt er an Böhmer[33]: „Ich wünsche vorerst das Märchen vom Rhein allein gedruckt.“ Im Januar 1840 äußert Brentano an einem Brief an Böhmer[34] seine Ansichten zur Drucklegung.

## Rezeption
- Böhmer habe gegen Ende 1826 ohne Brentanos Wissen Teile aus den Rheinmärchen publiziert.[35]
- Achim von Arnim am 8. Oktober 1828 aus Frankfurt am Main an seine Frau Bettina[36]: „Die Märchen vom Rheine sollen hier gedruckt werden.“
- Als Brentano den Text schrieb, war das Rheinland französisch besetzt. Riley versteht diese Märchen als Identitätssuche des Autors.[37] Brentanos Lureley-Figur symbolisiere nicht die späteren deutschen Herrschaftsgelüste.[38]
- Brentano schöpft großzügig aus dem Märchenbrunnen.[39] Zum Beispiel verwendet er den Rattenfänger von Hameln und die Legende um Hatto von Mainz.[40] Dieses bei den Romantikern nicht unübliche Vorgehen bezeichnet Schillbach als assoziativ.[41]
- Schulz[42] geht auf die Herkunft der Fürstinnen Staarenberg aus den vier Elementen und das Laster der Geschwätzigkeit der Fürsten ein.
- Sprechende Namen: Die Namen der Ahnfrauen Radlaufs hat Brentano passend zum zugehörigen Ahnherren gewählt. Der Bergmann Johannes ist mit Frau Edelstein verehelicht, der Vogelsteller Veit mit Frau Federschein und der Köhler Jakob mit Frau Feuerschein. Auch der Hof der Fürstinnen stimmt namentlich. So tritt zum Beispiel Frau Feuerschein mit ihren sieben Glutfräulein auf. Diese heißen Flämmchen, Füncklein, Hitze, Lichterloh, Rauch, Kohlenschwärzchen und Ascherling. In der Vogelwelt der Frau Federschein heißen die Damen Fräulein Pfauenaug, Nachtigall, Schwanensang, Fläumchen, Schwalbenwitz, Turtel und Reiherbusch. Zudem war Radlaufs Vater, der Wassermüller Christel, mit der Nixe Lureley in erster Ehe verheiratet. Die sieben Töchterlein der Wasserfrau heißen Herzeleid, Liebesleid, Liebeseid, Liebesneid, Liebesfreud, Reu und Leid sowie Mildigkeit.
- Unübersehbar fließt die Prosa aus der Feder eines Lyrikers: „waß mich aber am meisten freute, einige hundert Duzzend der schönsten Regenbogen, in nasses Stroh eingewickelt.“[43]
- Mährchen vom Schneider Siebentodt auf einen Schlag: Brentano verwendet und parodiert Volksmärchen und andere sagenhafte Stoffe[44]. Schultz[45] und Härtl[46] gehen auf den Anfang des Märchens ein. Als es des Morgens in Amsterdam nicht dämmern will, macht die Zunft der Schneider kurzerhand die Juden zum Sündenbock und raubt ihnen ihren langen Tag[47]. Es erweist sich dann, der Schatten eines herannahenden Riesen war die Ursache der Verdunkelung gewesen.[48]
- Riley[49] nennt weiter führende Arbeiten: E. Skokan (Dissertation Graz 1938), L. Wurzinger (Dissertation Graz 1938) und H. Plursch (Dissertation Wien 1945).

### Zitierte Textausgabe
- Brigitte Schillbach (Hrsg.): Clemens Brentano: Die Mährchen vom Rhein. In: Jürgen Behrens (Hrsg.), Wolfgang Frühwald (Hrsg.), Detlev Lüders (Hrsg.): Clemens Brentano. Sämtliche Werke und Briefe. Band 17. Prosa II. 795 Seiten. Leinen. Mit 14 Schwarz-weiß-Abbildungen. W. Kohlhammer, Stuttgart 1983, ISBN 3-17-007499-7